# Juris Alunāns
Juris Alunāns (Jaunkalsnava, 1832. május 13. – Kauļos, 1864. április 18.) lett költő, nyelvújító, a lett irodalmi nyelv megteremtője, az Ifjú lettek mozgalmának vezetője.

## Élete
Tehetős földbérlő család hatodik gyermekeként látta meg a napvilágot. Tanulmányait 1846–1854 között a jelgavai iskolában és a jelgavai gimnáziumban végezte. A német és orosz nyelv mellett ógörögül, latinul, és héberül is tanult. Olvasta a klasszikus irodalmat (Homéroszt, Thuküdidészt, Platónt, Szophoklészt) és ógörög nyelven a verseléssel is megpróbálkozott.
1855-ben beiratkozott a Dorpati Egyetemre orvostanhallgatónak, de emellett történelmi és néprajzi tanulmányokat is folytatott. Itt ismerkedett meg Krišjānis Valdemārsszal, akivel lett nemzeti esteket kezdtek szervezni az egyetemen tanuló diákok számára. 1862-ben közösen alapították meg az első lett nyelvű irodalmi folyóiratot, a Pétervári Híreket (Pēterburgas Avīzes), amelynek első felelős szerkesztője Alunāns volt. E körül az folyóirat körül szerveződött meg a Ifjú lettek mozgalma.

## Munkássága
Juris Alunāns első és egyetlen verseskötete 1856-ban jelent meg Tartuban. A kötet zöme nem eredeti vers hanem német és orosz költők verseinek átköltése lett nyelvre. A versek átköltésével – ahogy írta – bizonyítani szándékozott, hogy a lett nyelv is alkalmas a verselésre. Ezt követő rövid életének hátralévő részében minden erejét a lett nyelv megújítására fordította. Abbahagyta orvosi tanulmányait és nyelvészettel, valamint néprajzzal kezdett foglalkozni.
Alunāns megjelenésig a lett nyelvű könyvek szerzői, fordítói elsősorban német származású papok és tanítók voltak, így azok nyelve sokszor hibás volt és teli volt germanizmusokkal. Alunāns, aki több nyelven (latinul, görögül és héberül is jól tudott) a nagyon sok nyelvjárásra tagozódott lett nyelvet egy egységes irodalmi nyelvé akarta formálni. Célja a szókincs bővítése, az idegen szavak helyettesítése, a stílusújítás és az egységes nyelv megteremtése volt. Nyelvtudományi művekben igyekezett a lett nyelv egységét megfogalmazni és jelentős munkát végzett a szóalkotás területén is. A mai lett irodalmi nyelv több mint 500 szavának Alunāns a megalkotója. Korai halála miatt munkáját nem sikerült befejeznie. A 19. század második felében a Baltikumban egyre erősödő oroszosítás hátráltatta a lett nyelvújítás folyamatát, így az csak 1907-ben valósult meg teljesen.
Legnagyobb hatású műve az 1860-ban kiadott Udvar, természet, világ című háromkötetes tudományos ismeretterjesztő cikkgyűjtemény.
Magyarul mindössze négy verse jelent meg A lett irodalom kistükre című gyűjteményes kötetben, Lothár László fordításában.

## Művei
- „Dziesmiņas, latviešu valodai pārtulkotas” (dzejoļu krājums, 1856) (Versecskék lett nyelvre átköltve)
- „Īsa pamācīšana, kā tautu vārdi pa latviski jāraksta” ("Mājas Viesis", 1857) (Igaz tanítás, a nép szavainak lettül való leírásáról)
- „Par jauniem latviešu valodā taisāmiem vārdiem” ("Mājas Viesis", 1857) (Az ifjú lett nyelv valódi szavairól)
- „Latviešu valoda” ("Mājas Viesis", 1858) (A lett nyelv)
- „Izglītojošo rakstu krājums 3 grāmatās »Sēta, daba, pasaule«” (Lākmaņa izdevniecība Tērbatā, 1860) „Oktató írások gyűjteménye 3 könyvben: »Udvar, természet, világ«”)
- „Par latviešu valodu” ("Pēterburgas Avīzes", 1862) (A lett nyelvről)